# Hydroglyphus apertus
Hydroglyphus apertus är en skalbaggsart som först beskrevs av Guignot 1941.  Hydroglyphus apertus ingår i släktet Hydroglyphus och familjen dykare. Inga underarter finns listade i Catalogue of Life.